# Пфафф, Кристоф Генрих
Кристоф Генрих Пфафф (нем. Christoph Heinrich Pfaff; 2 марта 1773, Штутгарт, Священная Римская империя, — 23 апреля 1852, Киль, Дания) — немецкий физик и химик, брат математика Иоганна Фридриха Пфаффа.
Первоначальное образование Пфафф получил в Штутгарте, в 1793 году состоял студентом Гёттингенского университета, через два года после этого опубликовал первый мемуар: «Электричество и чувствительность животных». Получив диплом доктора медицины, он провел некоторое время в Дании, затем в Италии; в 1797 году был приглашен на кафедру химии экстраординарным профессором в Кильском университете. После поездки в Париж (1801) избран ординарным профессором химии в том же университете; занимал эту кафедру до смерти.
Главнейшие работы Пфаффа принадлежат фармацевтической химии. В Киле Пфафф основал лабораторию и собрал прекрасные коллекции, купленные впоследствии датским правительством.

## Труды
- Система медицинских веществ по химическим принципам. — 7 тт. — Лейпциг, 1808—1824.
- Учебник аналитической химии. — 2 тт. — Альтона, 1825.
- Рассмотрение теории гальвано-вольтаизма. — Альтона, 1837.
- Шлезвиг-голштинская фармакопея. — Киль, 1833.